# Sanne distrikt
Sanne distrikt är ett distrikt i Munkedals kommun och Västra Götalands län. 
Distriktet ligger nordost om Munkedal. 

## Tidigare administrativ tillhörighet
Distriktet inrättades 2016 och utgörs av socknen Sanne i Munkedals kommun. 
Området motsvarar den omfattning Sanne församling hade vid årsskiftet 1999/2000.